# India Ferrah
India Ferrah, nom artístic de Shane Richardson, és una drag queen i dissenyador de vestuari estatunidenc més conegut per competir en la temporada 3 de RuPaul's Drag Race. Richardson es va criar en Roanoke (Virgínia), va sortir de l'armari com a gai i va començar a actuar com a drag queen amb el nom de India Ferrah durant la seva adolescència. Més tard va viure en Dayton (Ohio), i actua regularment a Las Vegas. India Ferrah va competir en la cinquena temporada de RuPaul's Drag Race: All Stars.

## Primers anys
Richardson es va criar a Roanoke, Virginia. Va començar a portar vestits i maquillatge als 12 anys, i va aprendre a cosir als 14 anys. Richardson va sortir de l'armari com a gai a una edat primerenca, i als 18 anys ja actuava com a India Ferrah. El seu nom drag va venir del nuvi del seu germà, qui també va ser la seva mare drag.

## Carrera

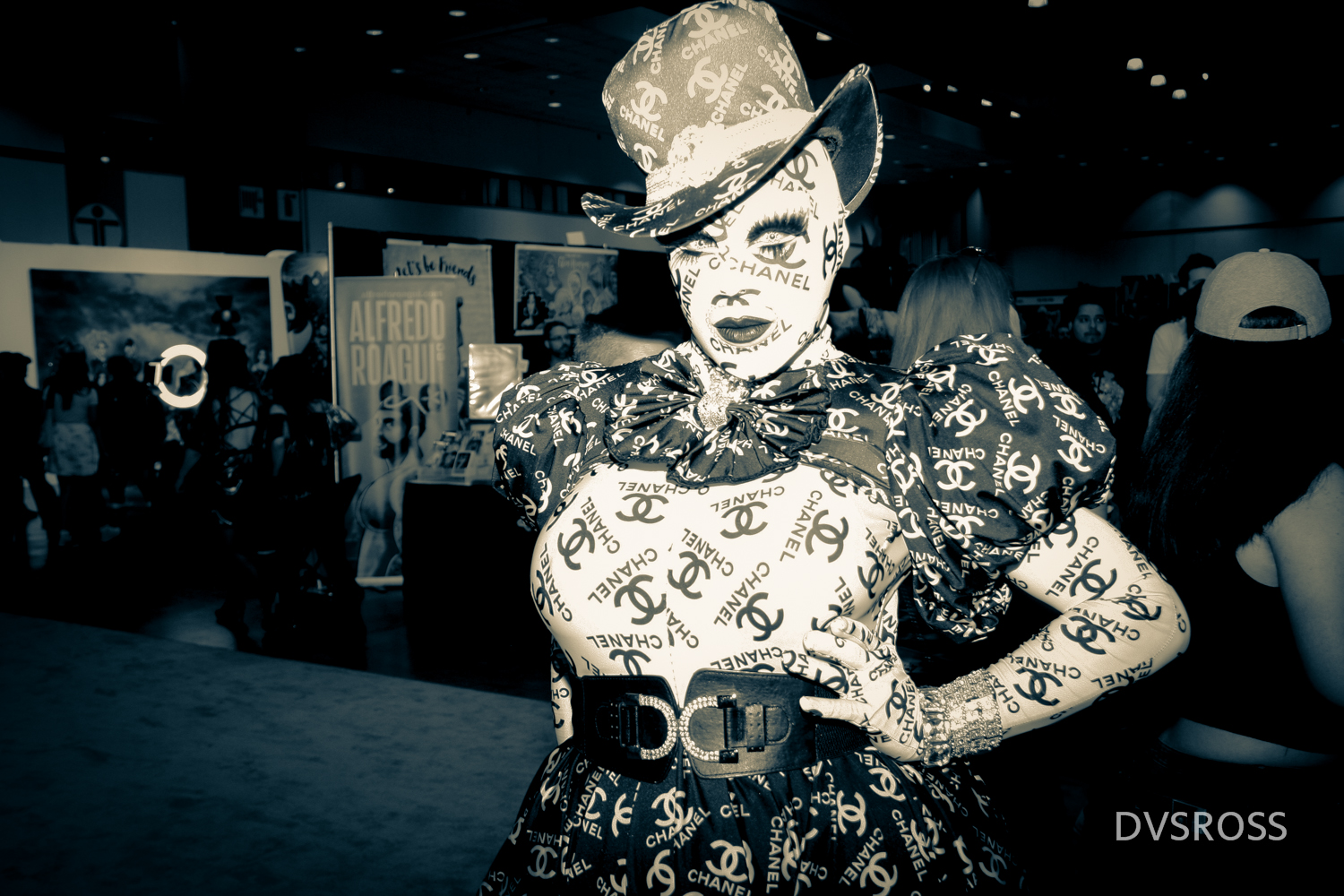
India Ferrah el 2017

India Ferrah ha treballat com a artista drag i dissenyador de vestuari, i va ser nomenat Miss Gai Roanoke el 2006. Va guanyar el Heart of Ohio All American Goddess Pageant el 2008. Va actuar regularment en el Piranha Nightclub de Las Vegas, a partir del 2014, i ha estat co-presentador de concursos.

### Franquícia deRuPaul's Drag Race
lndia Ferrah va competir en la temporada 3 (2011) de RuPaul's Drag Race Va ser el concursant més jove de la temporada, amb 23 anys. El moment més conegut deIndia Ferrah va ser quan va ser aixecada sense permís per la seva companya de concurs Mimi Imfurst durant el seu lip sync amb la cançó "Don't Leave Me This Way" de Thelma Houston durant el quart episodi; l'incident ha estat descrit com a "infame", i va provocar que RuPaul aplicarà una nova regla: "el drag no és un esport de contacte".

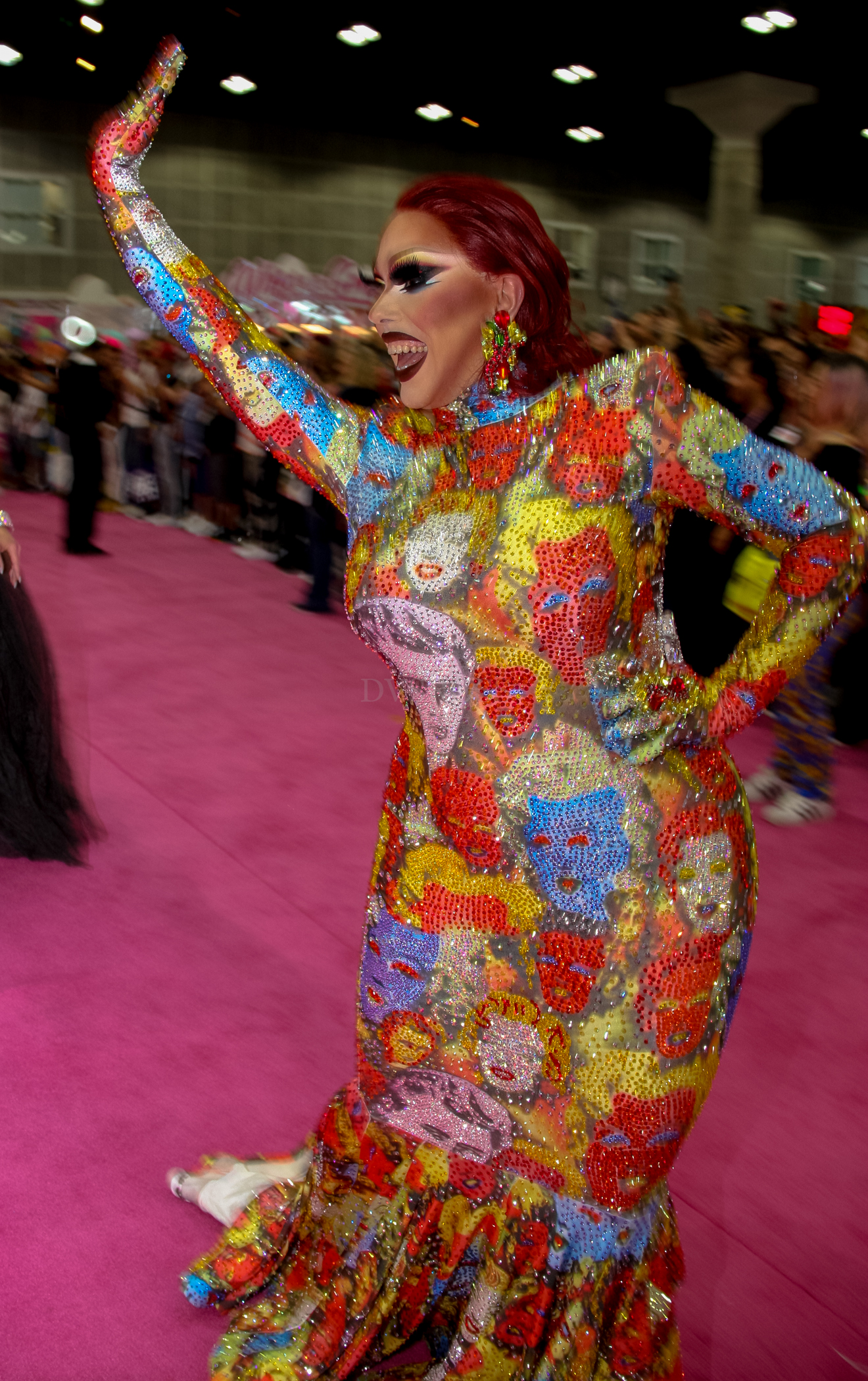
India Ferrah el 2019

Tanner Stransky, de Entertainment Weekly, va qualificar l'intercanvi com "un dels segons més divertits" de la història del programa fins avui. El 2013, Alexander Kacala, de la revista Philadelphia, va dir que l'incident era "probablement el pitjor lip sync de la història" en la seva llista de les "5 millors batalles de lip sync de RuPaul's Drag Race de tots els temps". Timothy Allen, de Queerty, va incloure la batalla en la seva llista de 2014 dels "moments més impactants i controvertits" de la sèrie, i Brian Moylan, de The Guardian, va incloure el lip sync en el seu resum de 2017 dels "10 millors moments del reality xou més fabulosos de la televisió". India Ferrah va ser eliminada per Stacy Layne Matthews en el cinquè episodi, quedant en desè lloc, va tenir una "ruptura pública" amb el drag i va criticar la sèrie immediatament després de la seva aparició, però es va recuperar de l'experiència i va treballar per a redimir la seva imatge.
India Ferrah ha aparegut en la RuPaul's DragCon LA i en la RuPaul's DragCon UK, i continua fent gires i presentant festivitats de l'orgull en tot els Estats Units. Està previst que aparegui en RuPaul's Drag Race Live! (2020), un espectacle de varietats en el Flamingo Las Vegas, i va competir en la temporada 5 de RuPaul's Drag Race: All Stars (2020). Va guanyar el primer repte de la temporada i va realitzar el lip sync contra la guanyadora de l'onzena temporada, Yvie Oddly.
Kevin O'Keeffe, de Mic.com, va classificar a India Ferrah en el número 104 en la seva "classificació definitiva" de 2016 de les 113 concursants de RuPaul's Drag Race. El col·laborador de Thrillist Brian Moylan la va classificar en el número 111 en la seva llista similar de 2017, i va dir que tenia "un dels pitjors noms de drag queen de tots els temps". Ell 2018, Ryan Shea de Instinct va classificar a India Ferrah en el número 112 en la seva "llista definitiva" de totes les 126 concursants, escrivint: "Dolça reina, però només recordada per ser aixecada per Mimi Imfurst." El 2019, la concursant de la temporada 11 Kahanna Montrese va nomenar a India Ferrah com la seva ex-alumna "infravalorada favorita".

## Vida personal
Richardson va viure amb el seu espòs en Dayton (Ohio), a principis de la dècada de 2010. Actualment viu a Las Vegas, des de 2014 amb el seu actual parella Savannha F. James (Rolando García.) Té un germà que també és gai.

## Discografia
Com a artista convidat
| Title                                                                              | Any  | Àlbum               |
| ---------------------------------------------------------------------------------- | ---- | ------------------- |
| "I'm in Love" (juntament amb l'elenc de RuPaul's Drag Race All Stars, Temporada 5) | 2020 | Senzill sense àlbum |

## Filmografia

### Televisió
| Any  | Títol                                                | Paper      |
| ---- | ---------------------------------------------------- | ---------- |
| 2011 | RuPaul's Drag Race (temporada 3)                     | Ell mateix |
| 2011 | RuPaul's Drag Race: Untucked                         | Ell mateix |
| 2020 | RuPaul's Drag Race: All Stars (temporada 5)          | Ell mateix |
| 2020 | RuPaul's Drag Race All Stars: Untucked (temporada 5) | Ell mateix |